# Yesterdays (Keith Jarrett)
Yesterdays è un album dal vivo del pianista statunitense Keith Jarrett, pubblicato nel 2009 ma registrato nel 2001.

## Tracce
1. Strollin' (Horace Silver) – 8:12
2. You Took Advantage of Me (Richard Rodgers, Lonrez Hart) – 10:12
3. Yesterdays (Jerome Kern, Otto Harbach) – 8:55
4. Shaw'nuff (Dizzy Gillespie, Charlie Parker) – 6:10
5. You've Changed (Carl T. Fischer, Bill Carey) – 7:55
6. Scrapple from the Apple (Charlie Parker) – 9:01
7. A Sleepin' Bee (Harold Arlen, Truman Capote) – 8:17
8. Intro / Smoke Gets In Your Eyes (Keith Jarrett / Jerome Kern, Otto Harbach) – 8:47
9. Stella by Starlight (Victor Young, Ned Washington) – 8:04